# La Grammaire française et impertinente
La Grammaire française et impertinente (pl. gramatyka francuska i impertynencka) – podręcznik autorstwa Jeana-Louisa Fourniera opublikowany w 1992 roku.
Książka ma 228 stron, celem autora jest wyjaśnienie wszystkich zasad jakich należy przestrzegać, aby poprawnie mówić i pisać. 
Książka jest skierowana szczególnie dla uczniów mających trudności z ortografią i dla ich rodziców. 
Przedstawia zasady ortograficzne i swoją treść w sposób zabawny sposób, z humorem, za pomocą zabawnych lub fantazyjnych przykładów, 
W 1996 roku treść książki została zaadaptowana do programu telewizyjnego na stacji La Cinquième z udziałem Catherine Jacob. 